# Faculté de chirurgie dentaire de Clermont-Ferrand
 (mars 2024).
La Faculté de chirurgie dentaire de Clermont-Ferrand est une unité de formation et de recherche (UFR) de l'université Clermont-Auvergne dans le domaine de l'odontologie. Elle correspond à l'une des seize facultés de France assurant la formation des futurs chirurgiens-dentistes sur le territoire. Elle abrite également deux laboratoires de recherche en odontologie ainsi que le service de chirurgie dentaire de l'Hôpital d'Estaing.

## Histoire
La faculté de chirurgie dentaire de Clermont-Ferrand fut fondée en 1928 au sein l'École de Plein Exercice de Médecine et Pharmacie sous le nom d'École de Stage Dentaire. Elle connut de nombreuses restructurations au cours du XXe siècle, devenant par la suite l'École Dentaire de Clermont-Ferrand en 1945, puis l'École Dentaire Municipale en 1954. Elle s'installera ultérieurement dans le centre-ville en 1969, se trouvant alors annexée à l'Hôpital de l'Hôtel-Dieu pour les soins dentaires. La même année, l'établissement supérieur acquiert le titre d'École Nationale de Chirurgie Dentaire, puis celui d'Unité de Formation et de Recherche (UFR) en 1984. En Janvier 2014, la faculté se vit contrainte de déménager sur le site du nouvel Hôpital d'Estaing dans le Nord de la ville, avec la fermeture de l’Hôtel Dieu quatre années plus tôt,. Avec son nouveau complexe inauguré le 20 février 2014, l'UFR d'odontologie de Clermont-Ferrand est en 2014 la faculté de chirurgie dentaire la plus récente et la plus sophistiquée de France du fait de ces actuels locaux. Son service d'odontologie rattaché à l'Hôpital d'Estaing est également le centre référent en soins dentaires pour la prise en charge de patients à besoins spécifiques ou souffrant de douleurs dentaires chroniques sur un rayon de plus de 400 kilomètres.

## Formation initiale
La faculté délivre une formation en chirurgie dentaire s'effectuant sur six ans minimum et débouchant sur le diplôme d'État de Docteur en chirurgie dentaire.

## Recherche
L'UFR abrite deux laboratoires de recherche en odontologie :
- Le laboratoire INSERM UMR 1107 : Neurobiologie de la Douleur Trigéminale.
- L'Équipe d'Accueil 4847 du Centre de Recherche en Odontologie Clinique (CROC) : Physiopathologie de la Mastication et Étude des Facteurs Bio-Psycho-Sociaux en Santé Orale.

## Clinique
Le service d'odontologie de l'Hôpital d'Estaing est juxtaposé à la faculté de chirurgie dentaire. Il possède une capacité d'accueil d'environ 400 patients par jour avec 63 fauteuils dentaires et deux salles de chirurgie. Près de 70 praticiens, 186 étudiants en odontologie et 25 membres du personnel paramédical et administratif y travaillent en 2014.

### Types de soins
Les soins pratiqués dans l’ensemble du service sont relatifs à l’omnipratique en odontologie, : 
- Odontologie conservatrice
- Endodontie
- Parodontologie
- Occlusodontie
- Pédodontie
- Chirurgie
- Prothèses
- Implantologie

L'orthopédie dento-faciale et la chirurgie orale, spécialités accessibles par l’internat d’odontologie, sont également pratiqués au sein du service.

### Les différents secteurs du service
Le service est divisé en cinq secteurs caractérisés par un code couleur :
- Le secteur Clinique étudiants (Vert)[13],[11]
- Le secteur Praticiens hospitaliers (Violet)[13],[11]
- Le secteur Soins spécifiques (Gris)[13],[11]
- Le secteur Permanence des soins (Bleu)[13],[11]
- Le secteur Interventionnel[13]

## Bâtiment
Autrefois localisé boulevard Charles de Gaulle dans le centre-ville de Clermont-Ferrand, l'établissement supérieur occupe depuis le 6 janvier 2014 de nouveaux locaux dans le Nord de l'agglomération. L'actuelle structure fut construite de 2012 à 2014 par l'entreprise GFC pour un coût total de 26,5 millions d'euros sur le terrain de l'hôpital d'Estaing. L'ensemble du bâtiment est l'œuvre de l'architecte Philippe Gazeau et se caractérise principalement par sa résille de sphères grises suspendues couvrant ses façades,.
L'ensemble du complexe d'odontologie couvre une surface de près de 10 753 mètres carrés et se divise en 2 parties : la tranche Nord-Ouest du bâtiment et la tranche Sud-Est. Au sein de cette structure globale se répartissent trois pôles :
- un pôle universitaire
- un pôle recherche
- un pôle hospitalier

### Pôle universitaire
La composante universitaire de l'UFR d'odontologie occupe l'essentiel de la partie Nord-Ouest du bâtiment. Elle est conçue pour accueillir près de 300 étudiants en formation initiale et se répartit sur trois niveaux du rez-de-chaussée au deuxième étage.
Ce pôle est financé par le Ministère de l'Enseignement supérieur et de la Recherche. Il fait partie intégrante de l'université Clermont-Auvergne.

### Pôle recherche
Les deux laboratoires que compte l'UFR (INSERM/UMR 1107 et EA 4847 du CROC) se partagent le deuxième étage (niveau 3) présentant un toit végétal de la partie Nord-Ouest du bâtiment. L'accès est restreint aux seuls membres du personnel autorisés. Le financement émane du Ministère de l'Enseignement supérieur et de la Recherche.

### Pôle hospitalier
Ce pôle occupe exclusivement la partie Sud-Est du complexe et ne comporte qu'un seul niveau abritant le service d'odontologie de l'hôpital d'Estaing (CHRU de Clermont-Ferrand). Son financement est assuré par le Ministère des Affaires sociales et de la Santé.